# Рігель

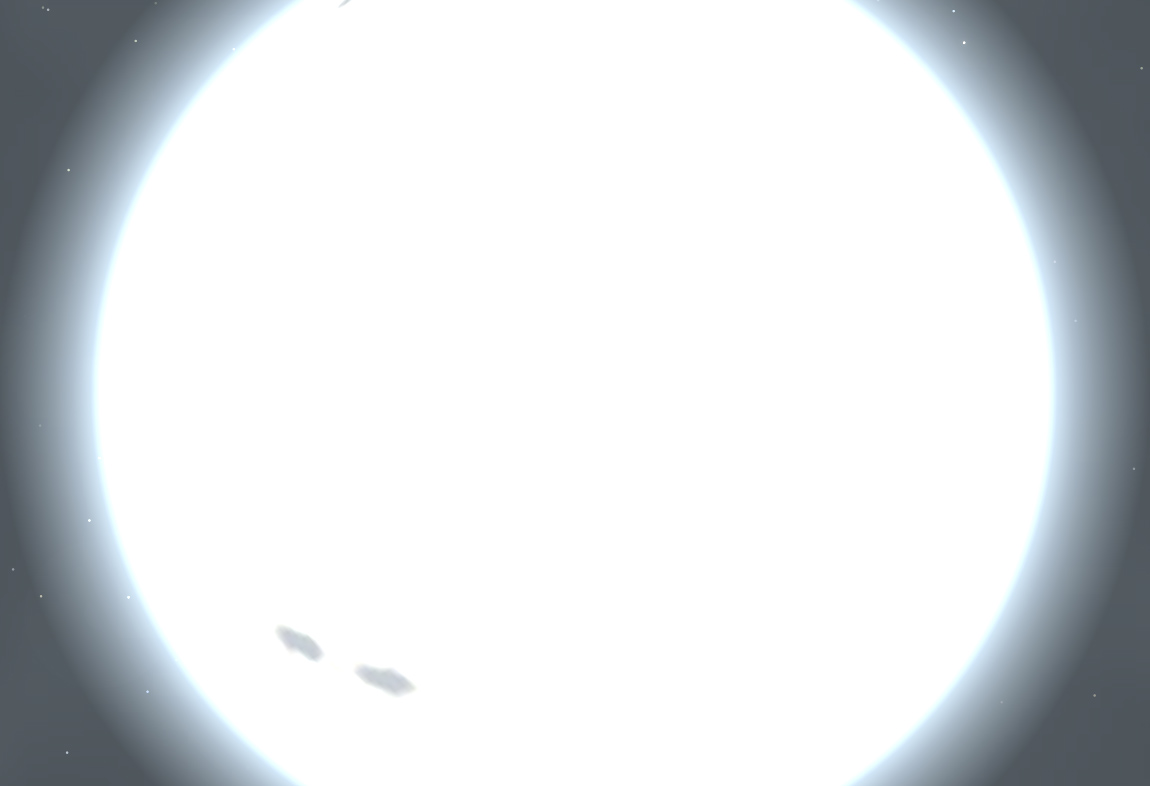
Рігель в уяві художника

Рі́гель (β Оріона, β Ori) — найяскравіша зоря сузір'я Оріона. Має видиму зоряну величину 0,14m. Біло-блакитний надгігант спектрального класу B8I-a. Температура поверхні 11 200 К, діаметр — близько 95 млн км (тобто в 68 разів більше від Сонця). Абсолютна зоряна величина дорівнює −6,69m; світність у 60 000 разів більша від сонячної. Таким чином, Рігель — це найпотужніша з яскравих зір небосхилу. Рігель перебуває на відстані приблизно 800 св. років від Сонця.
Стародавні єгиптяни пов'язували Рігель із Сахом — царем зір і заступником померлих, а пізніше — з Осірісом. Слово «Рігель» означає «нога» і походить від араб. الرجل الجبار, трансліт. ar-rijl al-jabbār.

## Видимість
Видима зоряна величина Рігеля в середньому становить 0,14m, що робить її сьомою за яскравістю зорею на небесній сфері, не враховуючи Сонця; він трохи тьмяніший від Капелли. Рігель є нерегулярною пульсуючою змінною зорею (0,05m : 0,18m). Хоча він має позначення Баєра β, але майже завжди яскравіший за α Оріона — Бетельгейзе. Від 1943 року спектр зорі використовувався як одна з базових точок для зоряної класифікації. Рігель має показник кольору (B–V) −0,03, тобто він видається білим або трохи блакитним.
У північній півкулі його найкраще спостерігати взимку (найвище він піднімається вночі між 12 грудня та 24 січня). У південній півкулі Рігель є першою яскравою зорею сузір'я Оріон, коли воно починає підніматися над горизонтом. В астрономічній навігації Рігель є однією з найважливіших навігаційних зір, оскільки він розташований поблизу екватора, тобто, видимий практично з усіх океанів світу (крім 8° довкола Північного полюса), яскравий та легко знаходиться.

### Відстань
Нова редукція паралаксів Гіппаркоса скоротила відстань до Рігеля до 265 парсек (863 св. р.) з похибкою до 9 %. Ранні спектроскопічні виміри давали відстань між 360 та 500 парсек.

## Система
Принаймні з 1822 року відомо, що Рігель є оптично-подвійною системою, це визначив Струве. Супутник є досить яскравою зорею видимої зоряної величини +6,7; компоненти віддалені на 9,5 кутових секунд, що дозволяє їх відокремити в більшості аматорських телескопів. Однак, значна різниця в яскравості ускладнює цю задачу для телескопів з апертурою менше 15 см. З урахуванням відстані до Рігеля від Землі, відстань Рігеля B до головної зорі становить понад 2000 а. о. З часу відкриття супутника, орбітального руху виявлено не було, хоча обидві зорі мають схожий власний рух. Якщо вони фізично пов'язані, їх мінімальний орбітальний період має становити бл. 18 000 років.
Вже в XIX ст. стало відомо, що Рігель B є тісною подвійною системою. До неї входять дві зорі головної послідовності спектрального класу B9, які перебувають на відстані 0,1—0,2" та обертаються з періодом 9,86 дня. Спекл-інтерферометрія 2009 року показала, що два майже ідентичні компоненти розділені 0,124". Обидві зорі мають видиму зоряну величину 7,6, а їхній орбітальний період становить бл. 63 років.
Ці дві зорі не достатні для компонентів оптичної подвійної зорі B та C, тому система може бути потрійною, справжній формат якої поки не визначено.
Зоря видимої зоряної величини +15,4 на відстані 44,6 кутової секунди на північ (1°) внесена до каталогів як компонент D системи, хоча поки не відомо, чи вона фізично пов'язана, чи це випадкове розташування.

## Характеристики
Моравведжі з колегами визначили світність Рігеля A у 120 000 світностей Сонця. Температура його поверхні становить близько 12 100 Кельвінів. Виміряний інтерферометром кутовий діаметр зорі, після коригування на затемнення краю, склав 2.75±0.01 mas. З урахуванням оцінки відстані до зорі, її радіус дорівнює 79 радіусам Сонця. Норберт Пржибілла з колегами у 2006 р. використав атмосферне моделювання та отримав відстань до зорі у 360 ± 40 парсек, світність у 218 000 сонячних, масу у 21 ± 3 сонячних та радіус у 109 ± 12 сонячних. Код CMFGEN — це атмосферний код, який використовується для визначення характеристик масивних зір з аналізу їх спектру та атмосфери. Використання цього методу дало Рігелю яскравість у 279 000 сонячних, радіус 115 сонячних та зоряний вітер у 671 080 миль на годину (майже 1,08 млн км/год).
Рігель A — блакитний надгігант, в ядрі якого завершилось спалення водню; він залишив головну послідовність, поступово збільшуючи об'єм та яскравість під час руху по діаграмі Гершпрунга-Рассела. Пржибілла оцінює, що він втратив до 3 сонячних мас із початку свого формування зорею маси 24 ± 3 сонячних 7—9 млн років тому. Колись він стане червоним надгігантом і врешті вибухне як наднова типу II. Тому Рігель є одним із найближчих до Землі кандидатів у наднові.
Рігель є змінною зорею, але ця змінність є складною, спричиненою зоряними пульсаціями, схожими на пульсації Денеба, прототипу змінних типу α Лебедя. Варіації радіальної швидкості Рігеля показують, що зоря одночасно осцилює у принаймні 19 нерадіальних режимах із періодами від 1,2 до 74 днів. Вона помітна серед інших блакитних надгігантів тим, що хоча джерелом її пульсацій є ядерні реакції у водневому шарі, який принаймні частково неконвективний, зоря також спалює гелій у ядрі. Належність Рігеля до змінних типу α Лебедя була встановлена 1998 року Крістоффелем Велкенсом із колегами.

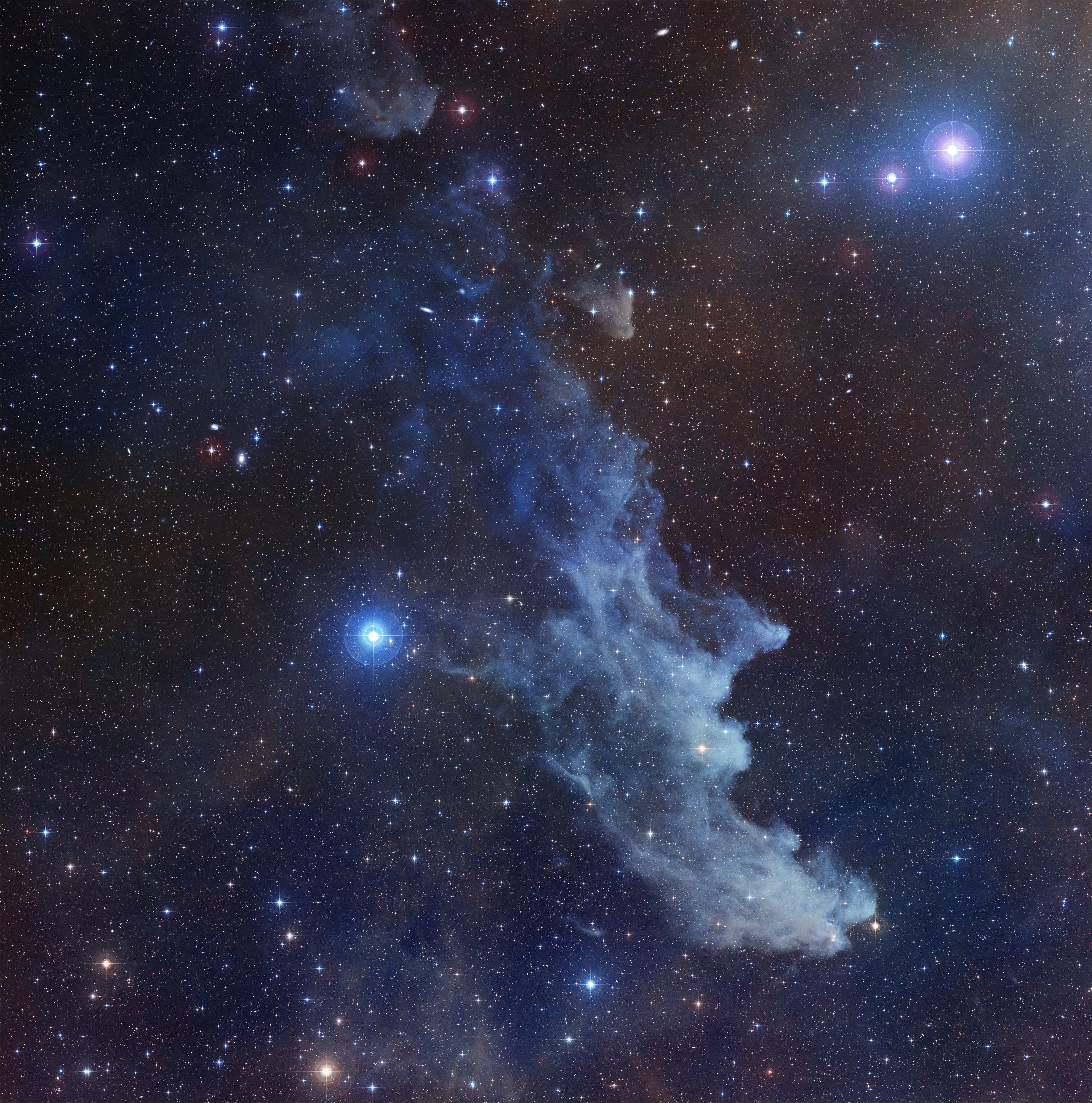
Відбивна туманність Відьмина голова.

Оскільки Рігель яскравий та рухається через ділянку туманності, він підсвічує декілька газопилових хмар у своєму оточенні, найбільш помітна серед яких IC 2118 (Відьмина голова). Рігель також асоціюється з туманністю Оріона, яка — хоча й розташована майже на одній лінії зору з зорею — від Землі віддалена на майже вдвічі більшу відстань. Попри відмінності у відстані, проєкція руху Рігеля крізь космос у минулому повертає його близько до туманності. Тому Рігель інколи класифікують як віддалений член зоряної асоціації Оріон OB1, хоча він і значно ближчий до Землі, ніж інші члени асоціації. На схожій із Рігелем відстані розташовані Бетельгейзе і Саіф (κ Ori), хоча Бетельгейзе є зорею-втікачем зі складною історією й швидше за все початково сформувалась в основній частині асоціації.
Здається, супутники Рігель Ba, Bb та C всі мають схожий спектральний клас B та є зорями головної послідовності масою 3—4 M☉, але їх характеристики точно не відомі.

### Космічна фотометрія
Канадський MOST спостерігав за Рігелем протягом майже 28 днів у 2009 р. Зміна його яскравості були на рівні тисячних зоряної видимої величини. Повільні зміни у світності підкреслюють наявність у зорі довгоперіодичних пульсацій.

### Спектроскопія
Загальний спектральний клас Рігеля B8 добре встановлений та використовувався як відправна точка для спектральної класифікації ряду надгігантів. Однак деталі спектру суттєво змінюються внаслідок періодичних атмосферних вивержень. Спектральні лінії показують випромінення, поглинання, подвоєння, прямий та зворотний профіль P Лебедя, без якої-небудь чіткої періодичності. Через це різні автори класифікують його як B8 Iab, B8 Iae або поєднують ці позначення.